# John Spencer (football)
Pour les articles homonymes, voir John Spencer et Spencer.
John Spencer, né le 11 septembre 1970 à Glasgow est un footballeur international écossais. Il évoluait au poste d'attaquant. Après sa retraite de joueur, il exerce la fonction d'entraîneur de football.

## Carrière de joueur
- 1987-Août 1992 :  Glasgow Rangers
  - Mars 1989-Mai 1989 :  Greenock Morton (prêt)
  - 1989-1990 :  Lai Sun (prêt)
- Août 1992-1997 :  Chelsea FC
  - Nov.1996-1997 :  Queens Park Rangers (prêt)
- 1997-1998 :  Queens Park Rangers
  - Mars 1998-Mai 1998 :  Everton FC (prêt)
- Juin 1998-Janv. 1999 :  Everton FC
  - Oct.1998-Janv. 1999 :  Motherwell FC (prêt)
- Janv.1999-Mars 2001 :  Motherwell FC
- Mars 2001-Déc. 2004 :  Colorado Rapids

## Carrière d'entraineur
- 2006-2010 :  Houston Dynamo (adjoint)
- Août 2010-Juil. 2012 :  Portland Timbers

## Palmarès
- Championnat d'Écosse : 1989-1990-1991 et 1992